# Haymo Jepsen
Haymo Jepsen es un deportista alemán que compitió en vela en la clase Star. Ganó una medalla de bronce en el Campeonato Europeo de Star de 1997.

## Palmarés internacional
| \| Campeonato Europeo \| Campeonato Europeo \| Campeonato Europeo \| Campeonato Europeo \| \| Año \| Lugar \| Medalla \| Clase \| \| ------------------ \| ------------------ \| ------------------ \| ------------------ \| \| 1997 \| Varberg (Suecia) \| Medalla de bronce \| Star \| |                  |                   |       |
| Campeonato Europeo |                  |                   |       |
| Año | Lugar            | Medalla           | Clase |
| 1997 | Varberg (Suecia) | Medalla de bronce | Star  |